# Municipio de Yaxe
El municipio de Yaxe es uno de los 570 municipios del estado mexicano de Oaxaca. Su cabecera es la localidad de Yaxe.

## Geografía
El municipio de Yaxe colinda al norte y al este con el municipio de Santiago Matatlán; al sur con los municipios de San Pedro Totolápam y Santa María Zoquitlán; y al oeste con los municipios de San Pedro Taviche y San Baltazar Chichicápam.

## Gobierno
El municipio de Yaxe se rige mediante el sistema de usos y costumbres.
| Presidente municipal       | Periodo   |
| -------------------------- | --------- |
| Juan Ramírez Hernández     | 1999-2001 |
| Ezequiel López Ríos        | 2002-2004 |
| Máximo López Rosario       | 2005-2007 |
| Félix Cruz Rosario         | 2008-2010 |
| Vitalino Méndez López      | 2011-2013 |
| Ubaldo Ramírez López       | 2013-2016 |
| Juan Manuel Rosario López  | 2017-2019 |
| Isaías López Ramírez       | 2020-2022 |
| Maximino Hernández Ramírez | 2023-2025 |